# Bathydoris ingolfiana
Bathydoris ingolfiana Bergh, 1899 è un mollusco nudibranchio della famiglia Bathydorididae.
Fu descritta da Rudolph Bergh (1824-1909), malacologo e dermatologo danese, che ha esplorato i mari islandesi a lungo.

## Descrizione
Gli esemplari ritrovati presentano una taglia massima di 93 mm.

## Distribuzione e habitat
Nella parte ovest della Groenlandia a profondità di oltre 3500 metri.